# Acacia horridula
Acacia horridula är en ärtväxtart som beskrevs av Meissner. Acacia horridula ingår i släktet akacior, och familjen ärtväxter. Inga underarter finns listade i Catalogue of Life.